# Кравченко Валерій Олександрович
Валерій Олександрович Кравченко (29 серпня 1941 — 8 грудня 2001) — віце-президент спільного україно-австро-німецького підприємства «Імас»; член спостережної ради ТПО «Цукор Фінанс»; член наглядової ради Всеукрукраїнської доброчинної організації «Місія „Україна — Відома“» (з червня 2001 року).

## Біографія

Могила Валерія Кравченка

Народився 29 серпня 1941 року. З 1958 року слюсар, обмотувальник на заводі у Києві. В 1964–1972 роках — інженер, старший інженер, завідувач технічного сектору в Інституті електродинаміки АН УРСР. В 1971 році закінчив Київський політехнічний інститут, за фахом інженер-електромеханік.
По закінченні Академії зовнішньої торгівлі, з 1975 року інженер, старший інженер, з 1977 року — заступник уповноваженого Міністра зовнішньоекономічних зв'язків СРСР при РМ УРСР. З червня 1991 по березень 1992 року — Міністр зовнішньоекономічних зв'язків України. З жовтня 1993 по 1994 рік — радник Президента України з зовнішньоекономічних питань.
В грудні 2000 року був нагороджений Почесною грамотою КМ України.
Помер 8 грудня 2001 року. Похований в Києві на Байковому кладовищі (ділянка № 52а).